# プエルト・プリンセサ地底河川国立公園
プエルト・プリンセサ地下川国立公園（-ちかせんこくりつこうえん）は、フィリピン諸島の南西にあるパラワン島の洞窟内に流れる地下川を保護する目的で指定された国立公園。州都プエルト・プリンセサからは北へ50kmほどの場所に位置する。1999年、ユネスコの世界遺産（自然遺産）に登録。2012年にラムサール条約登録地ともなった。

## 概要
プエルト・プリンセサ地下川は、パラワン島のセント・ポール山地の鍾乳洞内を流れるカバユガン川（Cabayugan River）の一部である。この地下川の流れる鍾乳洞は海に繋がっている。このため地下川の下流部分は潮の干満の影響を受け、独特の生態系を有している。
一帯には石灰岩のカルスト地形のほか、山地、海域、マングローブ、低地の常緑熱帯雨林および淡水湿地などの多様な地形と生態系がある。公園にはフィリピンオウム、タイマイ、アオウミガメ、カラフトアオアシシギ、パラワンコクジャクおよびパラワンツカツクリなど、約15種の固有種の鳥類を含む233種の動物が生息しており、約800種の植物が見られる。

## 観光
2011年に「新・世界七不思議 自然版（The New 7 Wonders of Nature）」の一つに選出されて以降、各国から観光客が訪れるようになり、パラワン島観光の主要な目的地の一つとなっている。プエルト・プリンセサ市街から車で約2時間の距離に位置するサバン・ボートターミナルから、観光用ボートで地底河川に向かう。かつては地底河川の入り口まで山道を徒歩で移動できたが、2021年12月に現地を直撃した台風22号（フィリピン名「オデット」）の影響により、山道は閉鎖された。現在は、サバンの港からエンジン付き６人乗りのボートで地底河川の入口まで移動し（片道約15分）、専用の手漕ぎボートに乗り換えて洞窟内を進む形式となっている。観光ツアーで進入できるのは入口から約1.5kmほどで、地下河川に広がる神秘的な鍾乳洞を観覧できる。なお、以前はサバンまでの道は未舗装だったが、現在は対面通行が可能なコンクリート舗装道路が整備されている。
多くの観光客は、プエルト・プリンセサ発着のワゴン車によるグループツアーに参加して訪問している。2025年3月からは、Cherry Busによるエアコンバスの定期運行（1日2往復）が開始され、個人旅行者のアクセスも容易になった。なお、プエルト・プリンセサ市街とサバンを結ぶジープニーも1日2往復程度運行されているが、主に地元住民向けの交通手段である。波が高い日は、地下河川入口までのボートが運航中止となる場合があり、観光には日程に余裕を持たせる必要がある。

## 登録基準
この世界遺産は世界遺産登録基準のうち、以下の条件を満たし、登録された（以下の基準は世界遺産センター公表の登録基準からの翻訳、引用である）。
- (7) ひときわすぐれた自然美及び美的な重要性をもつ最高の自然現象または地域を含むもの。
- (10) 生物多様性の本来的保全にとって、もっとも重要かつ意義深い自然生息地を含んでいるもの。これには科学上または保全上の観点から、すぐれて普遍的価値を持つ絶滅の恐れのある種の生息地などが含まれる。